# Doc Shaw
Larramie "Doc" Shaw, född 24 april 1992 i Atlanta, Georgia, är en amerikansk skådespelare, sångare och rappare. Han är mest känd för att spela Malik Payne i Tyler Perry's House of Payne, en roll för vilken han belönades med en Young Artist Award 2009. Shaw är också känd för sina roller som Marcus Little i Det ljuva havslivet och kung Boomer i Par i kungar.
I serien Det ljuva havslivet spelade han Marcus Little, en före detta Grammy Award-vinnare vars karriär slutade efter hans skivbolag dumpade honom. Den 20 augusti 2010 gjorde Shaw sin sista framträdande i Det ljuva havslivet.
Shaws nästa serie var Par i kungar med Mitchel Musso från Hannah Montana. Shaw gjorde sin sång- och rappdebut på Par i kungars signaturmelodi, "Top of the World", som också utförs av Musso. Par i kungar sänds på Disney XD och Disney Channel.

## Filmografi

### Film
- Open Season 2
- Nobody Loves Me
- Thunderstruck
- Dawn of the Planet of the Apes
- An American Werewolf in London

### TV serier
- Tyler Perry's House of Payne
- The King Of Queens
- The Suite Life on Deck
- Pair of Kings
- Emily Owens, M.D.
- See Dad Run
- Spies in Training
- Tyler Perry's The Paynes

## Utmärkelser
- Young Artist Award för bästa insats i en tv-serie i kategorin Supporting Young Actor 2009.[1]